# Gerardo Mazziotti

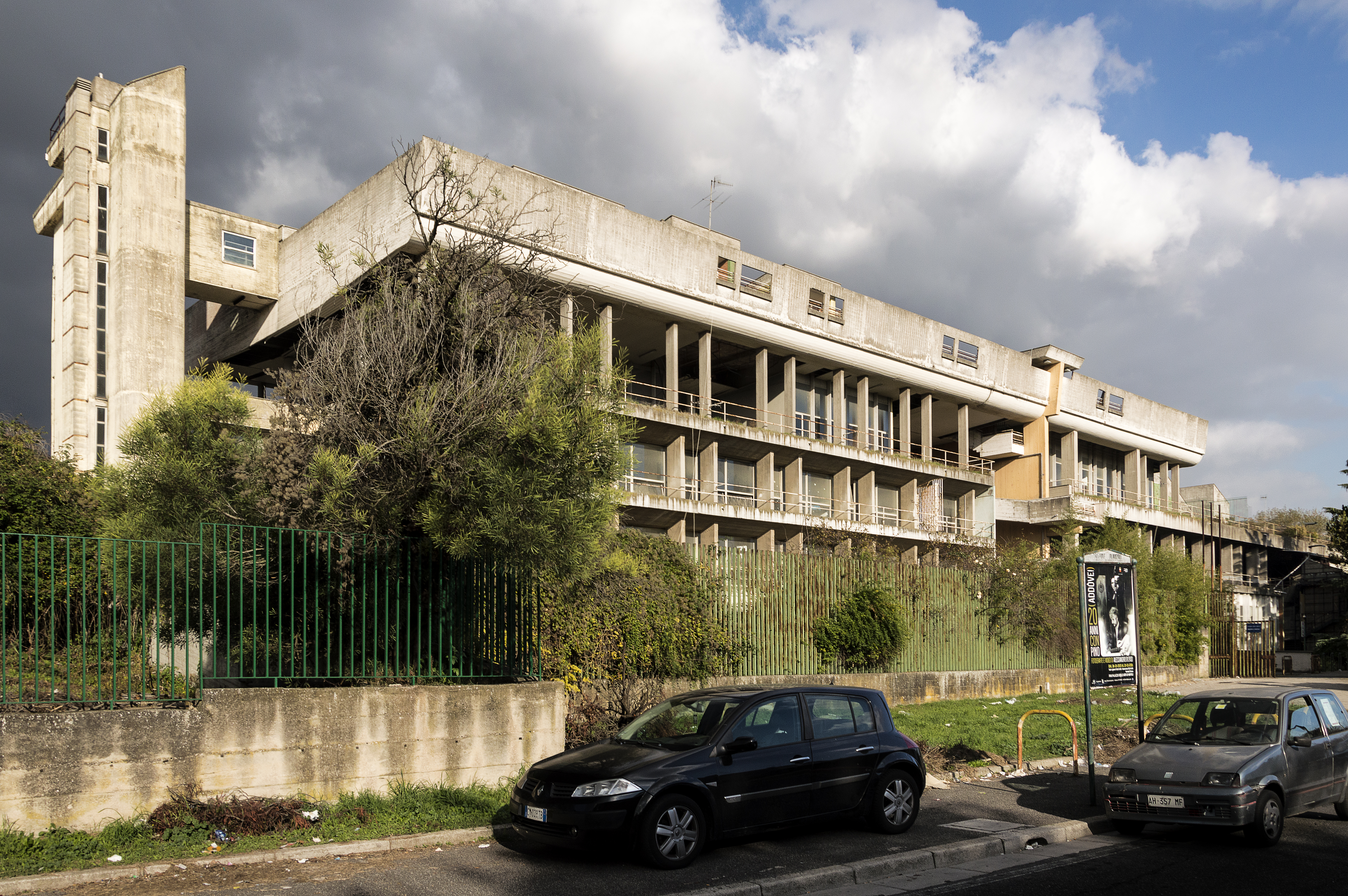
Complesso scolastico a Marianella, realizzato negli anni Settanta

Gerardo Mazziotti (Corigliano Calabro, 3 gennaio 1924 – Napoli, 1º settembre 2022) è stato un architetto italiano.

## Biografia
Architetto di origini calabresi, si laureò all'Università federiciana di Napoli con una tesi su un velodromo coperto, con cui vincerà il premio CONI. Entrato subito nello studio di Carlo Cocchia, vi realizzò la riprogettazione del Padiglione del Nord America nella Mostra d'Oltremare e fu assistente alla progettazione dello stadio San Paolo. Nel corso degli anni cinquanta progettò poche opere architettoniche: collaborò nella progettazione del rione La Loggetta insieme a Carlo Cocchia e Giulio De Luca, la residenza Giordani (oggi ostello della gioventù) e le case a schiera per l'INA-Casa a Pozzuoli. Negli anni settanta divenne il direttore dei servizi tecnici dell'Istituto autonomo per le case popolari della provincia di Napoli (IACP) di Napoli nel quale progettò alcuni palazzi nel nascente quartiere Scampia. A Benevento, nel 1968, costruì il complesso della Banca d'Italia con Massimo Nunziata e Michele Pagano. Tra il 1970 e il 1980 progettò un complesso scolastico a Marianella dove vengono espresse a nudo le strutture portanti con l'ausilio della facciata continua.

## Scritti
- Gerardo Mazziotti, Una vita da irriducibile irrequieto, CLEAN edizioni, Napoli 2015